# Sợi acrylic
Sợi acrylic hay nhựa acrylic là sợi tổng hợp được làm từ một polyme (polyacrylonitrile) có trọng lượng phân tử trung bình là -100.000, khoảng 1900 đơn vị monome. Để một loại sợi được gọi là "acrylic" ở Mỹ, polyme phải chứa ít nhất 85% acrylonitrile monome. Các chất đồng phân điển hình là vinyl axetat hoặc metyl acrylat. DuPont đã tạo ra sợi acrylic đầu tiên vào năm 1941 và đăng ký nhãn hiệu cho chúng dưới tên Orlon. Sợi này được phát triển lần đầu tiên vào giữa những năm 1940 nhưng không được sản xuất với số lượng lớn cho đến những năm 1950. Sợi acrylic bền và ấm, thường được sử dụng cho áo len và quần áo thể thao, làm lớp lót cho giày ống và găng tay, cũng như trong vải trang trí nội thất và thảm. Nó được sản xuất dưới dạng sợi nhỏ, sau đó được cắt thành những sợi kim loại ngắn có độ dài tương tự như sợi lông cừu và kéo thành sợi.
Modacrylic là một loại sợi acrylic biến tính có chứa ít nhất 35% và nhiều nhất 85% acrylonitrile monome. Các comonome vinyl chloride, vinylidene chloride hoặc vinyl bromide được sử dụng trong modacrylic cung cấp các đặc tính chống cháy của sợi. Các công dụng cuối cùng của modacrylic bao gồm lông giả, tóc giả, tóc nối và quần áo bảo hộ.